# 阜新南站
阜新南站（原名阜新站），位于中华人民共和国辽宁省阜新市海州区，是新义铁路上的火车站，始建于1935年，由沈阳局集团管辖。由于京沈客运专线上新建的阜新北站于2016年12月1日更名为阜新站，本站同时改名为阜新南站。

## 歷史
- 始建于1935年，1937年10月1日正式投入运营。
- 2016年12月1日更名阜新南站。

## 車站周邊
- 海州区运输部诊所
- 阜新矿务局站前医院
- 阜新银行迎宾街支行
- 中国建设银行阜新铁路支行
- 海州区平北小学
- 阜新市长途客运站
- 中国工商银行平安中部储蓄所